# 松本健一
松本 健一（まつもと けんいち、1946年1月22日 - 2014年11月27日）は、日本の評論家、思想家、作家、歴史家、思想史家。麗澤大学経済学部教授。
中国日本語研修センター教授、麗澤大学経済学部教授、麗澤大学比較文明文化研究センター所長、一般財団法人アジア総合研究機構評議員議長、東日本国際大学客員教授、内閣官房参与（東アジア外交問題担当）などを歴任した。

## 来歴
群馬県生まれ。埼玉県立熊谷高等学校を経て、1968年に東京大学経済学部を卒業。東大の同期生には川本三郎、仙谷由人、谷垣禎一、荒井正吾、溝口善兵衛、平沢勝栄がいた。旭硝子に入社するが、1969年に退職。1971年、法政大学大学院修士課程日本文学科修了。近代日本文学を専攻した。同年、評伝『若き北一輝』で注目される。1974年、同大学院博士課程満期退学。その後は在野の評論家、歴史家として執筆を続ける。1983年、中国・日本語研修センター教授に着任。1993年、麗澤大学経済学部教授、2009年、麗澤大学比較文明文化研究センター所長。
仙谷由人とは大学時代からの友人であり、川本三郎と共に同じドイツ語のクラスに在籍していた。川本が赤衛軍事件絡みで逮捕されると、仙谷が川本の弁護人、松本が弁護側証人として出廷している。また、2010年頃まで、仙谷に頼まれて民主党議員を相手にした日本近代史講義を行っていた。菅直人内閣の内閣官房長官となった仙谷に請われて、2010年10月から2011年9月まで内閣官房参与（東アジア外交問題担当）を務める。
社会活動として、司馬遼太郎記念財団評議員、日本財団評議員、司馬遼太郎賞選考委員も務めた。
2014年11月27日、がんのため死去。68歳没。

## 作風
編集者・著述家の松岡正剛は松本の著書を高く評価し、「長らくぼくが信用して近現代史を読むときに座右にしてきた」と述べたうえで、なかでも北一輝に関する著作については「絶対の信頼をおいて読んできた」と語っている。さらに松岡は、松本との初めての対談について「『日本の襞に沿う交情』のようなものが互いを放電させていると感じた」と述懐している。
松本自身は「歴史はつねに現在の物語である」とし、かつてあった事実を「いま」「私」が物語る、というスタンスの下、単なる事実の羅列ではなくどうしてそういう事件が起こったのかを過去の物語を参考にしながら1人で考えていく、歴史は「私」のストーリー（物語）であり、結局は自分ひとりで書いて発表していくという立場を取った。近年の歴史教科書についても、歴史学会をリードしたのが唯物史観の人たちなので、無味乾燥な年号と人名を覚えさせるものになってしまい、人間の物語（ストーリー）がなかったと批判していた。

## 受賞歴
- 1996年 - 1995年度アジア太平洋賞[2]（『近代アジア精神史の試み』）
- 2002年 - 吉田茂賞[2]（『日本の近代 第1巻 開国・維新』）
- 2005年 - 司馬遼太郎賞[2]・毎日出版文化賞[2]（『評伝 北一輝』全5巻）

## 著書
新編再刊は一部別表記

### 昭和期
- 『若き北一輝 恋と詩歌と革命と』現代評論社 1971 ※
- 『北一輝論』現代評論社 1972、講談社学術文庫（改訂版） 1996 ※
- 『孤島コンミューン論』現代評論社 1972
- 『革命的ロマン主義の位相』伝統と現代社 1973
- 『風土からの黙示 伝統的アナキズム序説』大和書房 1974
- 『歴史という闇 近代日本思想史覚書』第三文明社 1975
- 『竹内好論 革命と沈黙』第三文明社 1975、岩波現代文庫（増補版） 2005
- 『ドストエフスキイと日本人』朝日新聞社〈朝日選書〉 1975、オンデマンド版2005
- 『思想としての右翼』第三文明社 1976、論創社 2000
- 『評伝 北一輝』大和書房 1976 ※
- 『時代の刻印』現代書館 1977
- 『中里介山』朝日新聞社〈朝日評伝選〉 1978　
  - 『中里介山 辺境を旅するひと』風人社 1993
- 『共同体の論理』第三文明社 1978
- 『在野の精神』現代書館 1979
- 『第二の維新』国文社 1979
- 『戦後世代の風景 1964年以後』第三文明社 1980
- 『滅亡過程の文学』冬樹社 1980
- 『私の同時代史』第三文明社 1981
- 『歴史の精神 大衆のエトスを基軸として』柏書房 1982
- 『太宰治とその時代 含羞のひと』第三文明社 1982、増補「伝説シリーズ7」辺境社 2009
- 『石川啄木 近代日本詩人選』筑摩書房 1982、増補「伝説シリーズ3」辺境社
- 『挾撃される現代史 原理主義という思想軸』筑摩書房 1983
- 『幻影の政府 曽根崎一八八八年』新人物往来社 1984
- 『不可能性の「日本」から可能性の「国家」へ』河出書房新社 1984
- 『死語の戯れ』筑摩書房 1985
- 『戦後の精神 その生と死』作品社 1985
- 『北一輝の昭和史』第三文明社 1985 ※
- 『論争の同時代史』新泉社 1986
- 『出口王仁三郎 屹立するカリスマ』リブロポート〈シリーズ民間日本学者〉 1986、 書籍工房早山（増補版） 2012
- 『北一輝伝説 その死の後に』河出書房新社 1986 ※
- 『大川周明 百年の日本とアジア』作品社 1986、岩波現代文庫（改訂版） 2004
- 『秩父コミューン伝説 山影に消えた困民党』河出書房新社 1986、「伝説シリーズ4」辺境社
- 『三島由紀夫亡命伝説』河出書房新社 1987、増補「伝説シリーズ2」辺境社
- 『秋月悌次郎 老日本の面影』作品社 1987、増補「伝説シリーズ5」辺境社、中公文庫（決定版） 2013
- 『眼の思考』学芸書林 1988
- 『昭和に死す 森崎湊と小沢開作』新潮社 1988
- 『現代日本の精神史』第三文明社 1988
- 『戦後政治家の文章』第三文明社 1988

### 平成改元〜20世紀
- 『エンジェル・ヘアー』文藝春秋 1989
- 『昭和最後の日々』リブロポート 1989
- 『神の罠 浅野和三郎、近代知性の悲劇』新潮社 1989
- 『「世界史のゲーム」を日本が超える』文藝春秋 1990。対談記事を併収
- 『仮説の物語り いかに事実を発見するか』新潮社 1990
- 『蓮田善明日本伝説』河出書房新社 1990
- 『地にかたちなく』河出書房新社 1991
- 『昭和天皇伝説 たった一人のたたかい』河出書房新社 1992、朝日文庫 2006
- 『われに万古の心あり 幕末藩士小林虎三郎』新潮社 1992、ちくま学芸文庫 1997
  - 改題 『小林虎三郎 「米百俵」の思想』学研M文庫 2001
- 『日本がひらく「世界新秩序」』徳間書店 1992
- 『原理主義 フォンダメンタリズム』風人社 1992
- 『どぐら綺譚』作品社 1993 増補「伝説シリーズ8」辺境社 2009
- 『真贋 中居屋重兵衛のまぼろし』新潮社 1993、幻冬舎アウトロー文庫 1998
- 『隠岐島コミューン伝説』河出書房新社 1994、増補「伝説シリーズ1」辺境社　2007
- 『近代アジア精神史の試み』中央公論社〈中公叢書〉 1994、岩波現代文庫 2008
- 『まぼろしの華』風人社 1994
- 『開国のかたち』毎日新聞社 1994、岩波現代文庫 2008
- 『日本人が世界史を描く時代』PHP研究所 1994
- 『白旗伝説』新潮社 1995、講談社学術文庫 1998
- 『「第三の開国」の時代に』中央公論社 1995
- 『右翼・ナショナリズム伝説』河出書房新社 1995
- 『幕末畸人伝』文藝春秋 1996。雲井龍雄・松森胤保・山本覚馬の評伝
  - 『山本覚馬-付・西周『百一新論』』 中央公論新社〈中公文庫〉 2013。抜粋版
- 『日本文化のゆくえ』第三文明社 1996
- 『幕末の三舟 海舟・鉄舟・泥舟の生きかた』講談社選書メチエ 1996
- 『雲に立つ 頭山満の「場所」』文藝春秋 1996
- 『司馬遼太郎 歴史は文学の華なり、と。』小沢書店 1996
  - 増補改題 『司馬遼太郎の「場所」』学研M文庫 2001、ちくま文庫 2007
- 『犢を逐いて青山に入る 会津藩士・広沢安任』ベネッセコーポレーション（福武書店） 1997
- 『日本精神史への旅』河出書房新社 1997
- 『谷川雁革命伝説』河出書房新社 1997
- 『歴史の現場 幕末から近・現代まで』五柳書院〈五柳叢書〉 1998
- 『日本の失敗 「第二の開国」と大東亜戦争』東洋経済新報社 1998、岩波現代文庫 2006
- 『日本の近代〈1〉1853〜1871 --開国・維新』中央公論社 1998、中公文庫 2012
- 『「高級な日本人」の生き方』新潮選書 1999
- 『「日の丸・君が代」と日本』論創社 1999
- 『「日の丸・君が代」の話』PHP新書 1999
- 『竹内好「日本のアジア主義」精読』岩波現代文庫 2000
- 『評伝佐久間象山 （上下）』中央公論新社〈中公叢書〉 2000、中公文庫 2015

### 21世紀
- 『地の記憶をあるく 出雲・近江篇』中央公論新社 2001
- 『地の記憶をあるく 平戸・長崎篇』中央公論新社 2001
- 『地の記憶をあるく 盛岡・山陽道篇』中央公論新社 2002
- 『民族と国家 グローバル時代を見据えて』PHP新書 2002
- 『国を興すは教育にあり 小林虎三郎と「米百俵」』麗澤大学出版会 2002
- 『評伝斎藤隆夫 孤高のパトリオット』東洋経済新報社 2002、岩波現代文庫 2007
- 『丸山眞男 八・一五革命伝説』河出書房新社 2003、増補「伝説シリーズ6」辺境社 2008
- 『砂の文明・石の文明・泥の文明』PHP新書 2003、岩波現代文庫（増補版） 2012
- 『評伝北一輝』（全5巻） 岩波書店 2004、中公文庫 2014
  1. 若き北一輝。※の既刊著作＋書下ろしを行った増補改訂版
  2. 明治国体論に抗して
  3. 中国ナショナリズムのただなかへ
  4. 二・二六事件へ
  5. 北一輝伝説
- 『第三の開国と日米関係』第三文明社 2004
- 『司馬遼太郎を読む』めるくまーる 2005、新潮文庫 2009
- 『三島由紀夫の二・二六事件』文春新書 2005
- 『日・中・韓のナショナリズム 東アジア共同体への道』第三文明社 2006
- 『泥の文明』新潮選書 2006
- 『司馬遼太郎が発見した日本 「街道をゆく」を読み解く』朝日新聞出版 2006、朝日文庫 2009
- 『藤沢周平が愛した静謐な日本』朝日新聞出版 2007、朝日文庫 2010
- 『昭和天皇 畏るべき「無私」』ビジネス社 2007、同・選書判 2013
- 『畏るべき昭和天皇』毎日新聞社 2007、新潮文庫 2011
- 「松本健一伝説シリーズ」 辺境社、2007-2010　
  1. 隠岐島コミューン伝説
  2. 三島由紀夫亡命伝説
  3. 石川啄木望郷伝説
  4. 秩父コミューン伝説
  5. 秋月悌次郎 老日本の面影
  6. 丸山真男八・一五革命伝説
  7. 太宰治含羞のひと伝説　
  8. どぐら綺譚魔人伝説 高山彦九郎から夢野久作に繋ぐ幻
  9. 谷川雁革命伝説 一度きりの夢
- 『ドストエフスキイと日本人 上 二葉亭四迷から芥川竜之介まで』
- 『ドストエフスキイと日本人 下 小林多喜二から村上春樹まで』 第三文明社（レグルス文庫） 2008
- 『海岸線の歴史』ミシマ社 2009
- 『村上春樹－都市小説から世界文学へ』第三文明社 2010
- 『日本のナショナリズム』ちくま新書 2010
- 『なぜ日本にアメリカ軍の基地があるのか』牧野出版 2010 - インタビュー記事も収録
- 『明治天皇という人』毎日新聞社 2010、新潮文庫 2014
- 『三島由紀夫と司馬遼太郎』新潮選書 2010
- 「松本健一講演集」人間と歴史社 2010-2011
  1. 維れ新たなり
  2. 日本近代の憧れと過ち
  3. 天国はいらない ふるさとがほしい
- 『海岸線は語る-東日本大震災のあとで』ミシマ社 2012
- 『昭和史を陰で動かした男 忘れられたアジテーター・五百木飄亭』新潮選書 2012
- 『遠望するまなざし 領土・復興問題の深層＆真相』李白社 2012
- 「松本健一思想伝」人間と歴史社 2013 - 各・著作あとがき
  1. 思想の覚醒 思想の面影を追って
  2. 思想の展開 仮説の力を発条に
  3. 思想の挑戦 新たな地平を拓く
- 『原敬の大正』毎日新聞社 2013
- 『官邸危機 内閣官房参与として見た民主党政権』ちくま新書 2014
- 『「孟子」の革命思想と日本 天皇家にはなぜ姓がないのか』昌平黌出版会 2014

### 編著・共著
- 『北一輝著作集 第三巻 論文・詩歌・書簡』みすず書房 1972、改訂版1984
高橋正衛と共編・澤地久枝新版解説。オンデマンド版で再刊 2013ほか
- 『詳解現代論争事典』流動出版 1980
- 『対論 共同体のゆくえ』菅孝行 第三文明社 1985
- 『対論 ナショナリズムのゆくえ』菅孝行 第三文明社 1985
- 『「犯罪」の同時代史 何が始まっているのか』高崎通浩 平凡社 1986
- 『北一輝 霊告日記』第三文明社 1987。校訂・詳細な補註と解説を行った
- 『民族体験としての戦争　松本健一対論集』五月書房 1995（吉本隆明・秦郁彦・毛利敏彦と連続討議）
- 『対論 日本を解読する』石川好 五月書房 1996
- 『日本のアイデンティティ・ゲーム 対論×12』徳間文庫教養シリーズ 1998
- 『日本人よ、気概をとり戻せ!! 対論×14』徳間文庫教養シリーズ 1999
- 『憲法改正』中央公論新社 2000（中西輝政編、小林節・櫻井よしこ・長谷川三千子・福田和也と共著）
- 『論争 教育とは何か』中曽根康弘・西部邁・松井孝典 文春新書 2002
- 『明治の文学 18　徳富蘆花　木下尚江』筑摩書房 2002。編者代表 坪内祐三
- 『憲法改正 大闘論』中曽根康弘・西部邁 ビジネス社 2004
- 『北一輝の革命-天皇の国家と対決し「日本改造」を謀った男』現代書館 2008（イラスト・ふなびきかずこ）
- 『アジアは変わるのか』ウェッジ選書 2009、松井孝典・筒井清忠と共編
- 『占領下日本』筑摩書房 2009／ちくま文庫（上下） 2012（半藤一利・保阪正康・竹内修司[8]）
- 『未来をつくる君たちへ 司馬遼太郎作品からのメッセージ』日本放送出版協会 2009、立花隆・関川夏央と共編
- 『政治は文化に奉仕する これからの政治と日本』中曽根康弘　シアテレ新書 2010
- 『徹底検証 日清・日露戦争』文春新書 2011（半藤一利・秦郁彦・原剛・戸髙一成）
- 『いま〈アジア〉をどう語るか』弦書房 2011（有馬学・中島岳志・劉傑・李成市）
- 『戦後日本の「独立」』筑摩書房 2013／ちくま文庫 2018（半藤一利・竹内修司・保阪正康）
- 『匠の流儀 経済と技能のあいだ』春秋社 2015（編者代表 松岡正剛）
- 『辻井喬＝堤清二　文化を創造する文学者』平凡社 2016（編者代表 菅野昭正）

## 出演番組
- 松本健一の思想旅行〜ライカ犬の夢〜（シアター・テレビジョン） - 出演・監修
- 定点観測（シアター・テレビジョン） - 元内閣総理大臣中曽根康弘の聞き手